# Carolina Cup
La Carolina Cup est une course cycliste américaine disputée au mois de septembre à Greensboro, dans l'État de Caroline du Nord. 
Elle comprend plusieurs épreuves selon le genre, l'âge et la catégorie des coureurs.

## Palmarès

### Élites Hommes
| Année     | Vainqueur           | Deuxième              | Troisième       |
| --------- | ------------------- | --------------------- | --------------- |
| 1986      | Tom Schuler (en)    |                       |                 |
| 1988      | Tom Broznowski      |                       |                 |
| 1990      | Thomas Craven       |                       |                 |
| 1993      | Scott McKinley (en) |                       |                 |
| 1997      | Jonas Carney        |                       |                 |
| 1998      | Scott Moninger      |                       |                 |
| 2005      | John Lieswyn        | Karl Menzies          | Ivan Stević     |
| 2006      | Scottie Weiss       | Thad Dulin            | Shawn Willard   |
| 2007      | Rich Harper         | Pat Raines            | David LeDuc     |
| 2008      | Tommy Nankervis     | Jonathan Clarke       | Jason Snow      |
| 2009      | Isaac Howe          | Emile Abraham         | Andrew Crater   |
| 2010      | Chris Harkey        | Spencer Gaddy         | Boyd Johnson    |
| 2011      | John Delong         | Travis Livermon       | David Flynn     |
| 2012      | Frank Travieso      | Brendan Cornett       | James Baldesare |
| 2013      | John Delong         | Paul Ward             | Brian Arne      |
| 2014      | Alder Martz         | Drew Christopher (en) | Ryan DeWald     |
| 2015      | Philip Short        | Zack Kratche          | Parker Kyzer    |
| 2016      | non disputé         |                       |                 |
| 2017      | Alder Martz         | Zac Felpel            | Jonathan Clarke |
| 2018      | Parker Kyzer        | Corey Davis           | Zac Felpel      |
| 2019-2020 | non disputé         | non disputé           | non disputé     |

### Élites Femmes
| Année     | Vainqueur            | Deuxième            | Troisième       |
| --------- | -------------------- | ------------------- | --------------- |
| 2012      | Lauren Komanski      | Sara Tussey (en)    | Ashlyn Woods    |
| 2013      | Christy Keely        | Julie Kuliecza (en) | Tate Devlin     |
| 2014      | Tiffany Pezzulo (en) | Jennifer Caicedo    | Jeannie Kuhajek |
| 2015      | Rachel McKinnon      | Holli Steelman      | Kelli McDowell  |
| 2016      | non disputé          |                     |                 |
| 2017      | Anna DeMonte         | Emma Cavendish      | Daniella Baker  |
| 2018      | Danielle Baker       | Austin Thompson     | Holli Steelman  |
| 2019-2020 | non disputé          | non disputé         | non disputé     |